# Union progressiste sénégalaise
De Union progressiste sénégalaise (Nederlands: Senegalese Progressieve Unie) was een Senegalese politieke partij die bestond van 1958 tot 1976. De partij was de opvolger van het Bloc populaire sénégalais (1948-1958). Stichter en leider van de partij was Léopold Senghor die van 1960 tot 1980 president van Senegal was. 
In de periode van 1966 tot 1974 was het de enige toegestane partij van het land. In 1974 werd echter overgegaan tot de instelling van een driepartijenstelsel waar naast de UPS ook plaats was voor de liberale Parti démocratique sénégalais (PDS) en de linkse Parti africain de l'indépendance (PAI). In 1976 werd de partijnaam van de UPS veranderd in Parti socialiste du Sénégal (PSS).